# Alfredo Muiños Simón
Alfredo Muiños Simón (Saragossa, 25 d'octubre de 1924 - Barcelona, 27 de febrer de 2009) fou un metge saragossà. Es va especialitzar en oftalmologia, i més específicament en tractaments de lesions de la part posterior de l'ull, així com despreniments de retina. Persona innovadora, va ser l'encarregat d'oftalmologia de l'Institut Barraquer de Barcelona.
Entre 1963 i 1964 també va ser president de l'Associació d'Oftalmologia de l'Acadèmia de Ciències Mèdiques de Catalunya i Balears. També fou Acadèmic honorari de la Reial Acadèmia de Medicina de Saragossa. Entre alguns dels seus pacients de renom, hi havia Joan de Borbó i Battenberg, amb qui compartia afició per la navegació aquàtica. El 1965 va obtenir el títol de capità de yat.

## Premis i reconeixements
- Medalla de Plata de l'Institut Barraquer
- Gran Creu d'Alfons X el Savi.
- Creu al Mèrit Naval[3]